# Un zoo la nuit
Un zoo la nuit é um filme de drama canadense de 1987 dirigido e escrito por Jean-Claude Lauzon. Foi selecionado como representante do Canadá à edição do Oscar 1988, organizada pela Academia de Artes e Ciências Cinematográficas.

## Elenco
- Gilles Maheu
- Lynne Adams
- Roger Lebel